# Michal Ranko
Michal Ranko (sinh 19 tháng 2 năm 1994) là một hậu vệ bóng đá Slovakia hiện tại thi đấu cho câu lạc bộ Motor Lublin.

## Sự nghiệp câu lạc bộ

### FC ViOn Zlaté Moravce - Vráble
Ranko ra mắt tại Fortuna Liga cho FC ViOn Zlaté Moravce - Vráble trước AS Trenčín ngày 30 tháng 7 năm 2016.